# Tramway de Tomsk

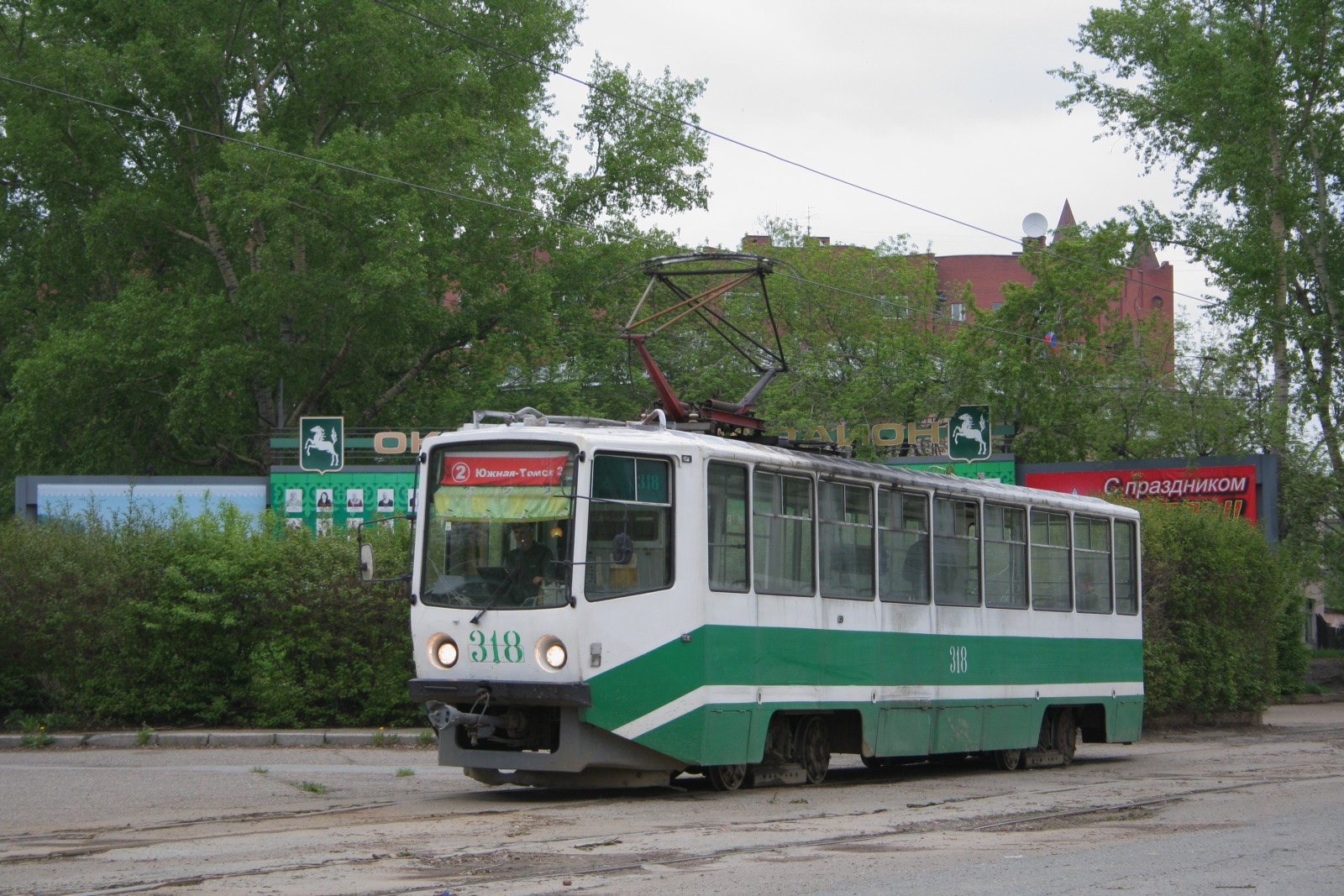
Une rame de la ligne 2 du tramway de Tomsk

Le tramway de Tomsk est le réseau de tramways de la ville de Tomsk, centre administratif de l'oblast de Tomsk, en Russie. Le réseau comporte cinq lignes pour 40,9 kilomètres de longueur additionnée. Il est officiellement mis en service le 25 avril 1949.

## Réseau actuel

### Lignes
Le réseau compte actuellement cinq lignes :
| Ligne                 | Trajet                    | Longueur |
| --------------------- | ------------------------- | -------- |
| 1                     | Восточная - Черемошники   | 24,8 km  |
| 2                     | Южная - Вокзал "Томск-II" | 22,7 km  |
| 3                     | Восточная - Батенькова    | 9,6 km   |
| 4                     | Южная - Восточная         | 12,3 km  |
| 5                     | Южная - Черемошники       | 21,7 km  |
| Nombre total de rames | Nombre total de rames     | 59       |